# Laurent Jacqua
Œuvres principales
- La guillotine carcérale: silence, on meurt

Laurent Jacqua, né en 1966, est un ancien braqueur, détenu puis écrivain français.

## Biographie
Laurent Jacqua commet un homicide par arme à feu lors d'une rixe contre des skinheads néonazisen 1984, au cours de laquelle il tue d'un coup de revolver Olivier « Turlut » Berton, âgé de 16 ans, et atteint à la colonne vertébrale Iman Zarandifar (Sniff) (chanteur du groupe de oi! Evil Skins), qui restera paralysé. Il est condamné à 10 ans de réclusion. 
Il est incarcéré pour la première fois au Centre pénitentiaire de Fleury-Mérogis a 18 ans.  Il apprend que sa compagne toxicomane lui a transmis le sida.
A sa sortie, il commet plusieurs braquages. Il est à nouveau arrêté, jugé et incarcéré. Il s'évade plusieurs fois, en 1990 et 1994 , notamment en prenant des agents pénitentiaire en otage à Centre pénitentiaire de Lorient-Ploemeur avec des armes qu'il a réussi à faire rentrer jusqu'à sa cellule. Il passe son bac et poursuit des études pendant sa détention. Il crée, rédige et illustre le blog Vue sur la prison et est pigiste pour Le Nouvel Obs. Il devient père d'un enfant deux ans avant sa libération. Il a passé, au total, 19 ans en maison d'arrêt et 6 ans de centrale sécuritaire. Il a été a l'isolement pendant 7 ans et a cumulé près de 40 transferts entre établissements pénitentiaires.
Dès sa sortie de prison le 12 janvier 2010, il est embauché à Act Up-Paris comme coordinateur de la commission prison et milite pour les prisonniers, notamment les prisonniers malades. Il organise des visites dans des établissements pénitentiaires, mène une action soutenue de plaidoyer, intervient pour faire appliquer la loi Kouchner de 2002, qui permet théoriquement de suspendre les peines des personnes incarcérées les plus malades.
Son deuxième livre J'ai mis le feu à la prison paraît en juin 2010.
En 2013 Grand Corps Malade lui dédie un morceau de son album Funambule, Le Bout du tunnel, où il raconte en slam son parcours. En 2015, Mehdi Idir en réalise un court-métrage.

## Œuvre

### Collaborations musicales
- 2013 : Le Bout du tunnel sur Funambule de Grand Corps Malade